# Felix von Niemeyer (Diplomat)

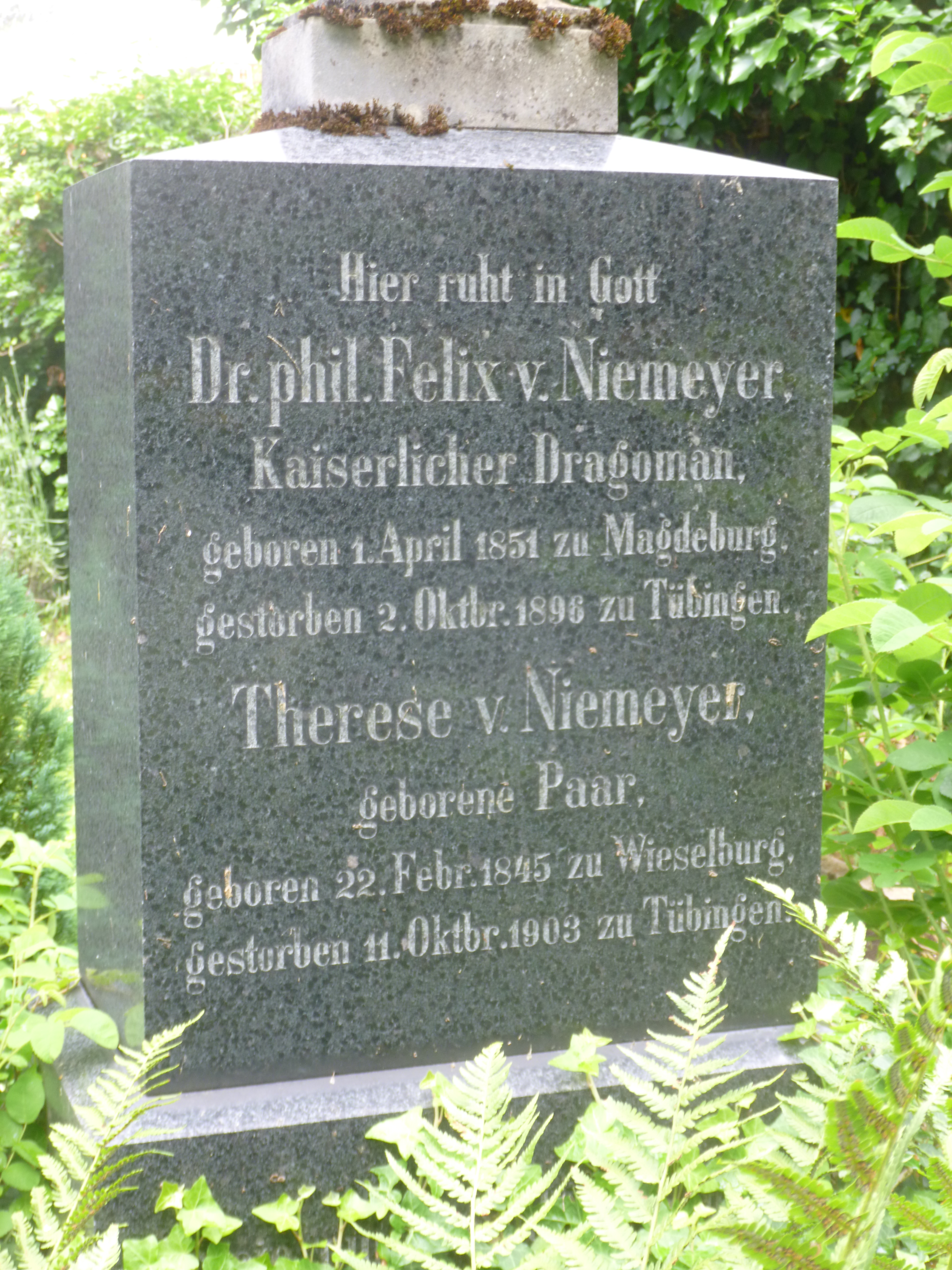
Grab auf dem Stadtfriedhof Tübingen

Felix Niemeyer, ab 1873 von Niemeyer, (geboren am 1. April 1851 in Magdeburg, Preußen; gestorben am 2. Oktober 1896 in Tübingen, Königreich Württemberg) war ein deutscher Diplomat. 

## Leben
Felix Niemeyer war ein Sohn der Therese Reinstein und des Magdeburger Armenarztes Felix Niemeyer, der 1870 geadelt wurde. Die Familie zog nach Tübingen, wo er das Gymnasium absolvierte. Er studierte ab 1868 an der Eberhard Karls Universität Tübingen, der Ruprecht-Karls-Universität Heidelberg und der Friedrich-Alexander-Universität Erlangen Ägyptologie, Arabistik und Türkische Sprache. Er wurde im Corps Suevia Tübingen (1869) und im Corps Guestphalia Heidelberg (1870) recipiert. 1873 wurde er zum Dr. phil. promoviert und nobilitiert.
Niemeyer war von Juli 1870 bis Mai 1871 württembergischer Soldat im Deutsch-Französischen Krieg. 1873 wurde er in den auswärtigen Dienst des Deutschen Kaiserreichs einberufen und als Dragoman-Eleve an die Gesandtschaft Konstantinopel entsandt. 1877 bestand er die Prüfung zum Dragoman. 1874–1876 war er an das deutsche Konsulat in Jerusalem abgeordnet. Seit 1876 war Niemeyer Diplomat im Generalkonsulat Alexandrien, das 1887 nach Kairo verlegt wurde. Er vertrat dort mehrfach den Geschäftsträger. Er wurde 1892 beurlaubt und 1894 in den Ruhestand versetzt. Im selben Jahr heiratete er Therese Paar; er starb aber bereits 1896.